# 나카시베쓰 공항
나카시베쓰 공항(일본어: 中標津空港, なかしべつくうこう, 영어: Nakashibetsu Airport, IATA: SHB, ICAO: RJCN)은 일본 홋카이도 나카시베쓰정에 위치한 공항으로 보통 인근에 있는 네무로 시의 이름과 함께 불리는 네무로 나카시베쓰 공항(일본어: 根室中標津空港, ねむろなかしべつくうこう)의 이름으로도 불리기도 한다.

## 특징
일본에서 가장 동쪽에 위치한 민간이 이용할 수 있는 공항으로 알려져 있으며 네무로시로 이동을 하려면 자가용과 렌터카를 이용하거나 네무로 교통이 운영하는 나카시베쓰 선 버스를 이용해야 하는데 자가용으로도 네무로 시의 중심지인 네무로역까지 가는 데에 보통 1시간 30분, 공항 리무진 버스로도 1시간 40분이 걸린다.

## 노선
| 항공사     | 목적지                         |
| ---------- | ------------------------------ |
| 전일본공수 | 도쿄(하네다), 삿포로(신치토세) |